# Fatoumata Gnacko
Fatoumata Gnacko (ur. 13 listopada 1992 we Francji) – senegalska lekkoatletka, specjalizująca się w skoku o tyczce.
Wielokrotna rekordzistka Senegalu.
Piąta zawodniczka mistrzostw Afryki (2012).

## Rekordy życiowe
- Skok o tyczce (stadion) – 3,71 (2013) rekord Senegalu[6]